# Ono Keisuke
Ono Keisuke (sinh ngày 17 tháng 4 năm 1994) là một cầu thủ bóng đá người Nhật Bản.

## Sự nghiệp câu lạc bộ
Ono Keisuke đã từng chơi cho FC Ryukyu.